# امیر امینی
امیر امینی، بازیکن حرفه‌ای بسکتبال در ایران است. او در حال حاضر در نفت سپاهان در لیگ برتر بسکتبال ایران بازی می‌کند. و از اعضای سابق تیم ملی بسکتبال ایران نیز می‌باشد.توان دفاعی و پخش توپ مناسب از خصوصیات بازی امینی می‌باشد.